# Radlett
Radlett – wieś w Anglii, w hrabstwie Hertfordshire, w dystrykcie Hertsmere. Leży 21 km na południowy zachód od miasta Hertford i 24 km na północny zachód od centrum Londynu. W 2001 miejscowość liczyła 8034 mieszkańców.